# Tonicia chilensis
Tonicia chilensis är en blötdjursart som först beskrevs av Frembly 1827.  Tonicia chilensis ingår i släktet Tonicia och familjen Chitonidae. Inga underarter finns listade i Catalogue of Life.